# Concerto dei Pink Floyd a Venezia
Pink Floyd a Venezia: Un Concerto per l'Europa, più noto semplicemente come concerto dei Pink Floyd a Venezia, fu la penultima esibizione della band inglese Pink Floyd durante la seconda tournée europea dell'A Momentary Lapse of Reason Tour del 1989.
Annoverato tra i più straordinari e controversi concerti rock mai tenutisi in Italia, l'evento fu gratuito e organizzato su un palco galleggiante il 15 luglio 1989 in occasione della tradizionale festa del Redentore alla presenza di circa 200000 spettatori posizionati sulle rive e sulle imbarcazioni del bacino San Marco. Il concerto venne trasmesso dalla Rai in mondovisione con un pubblico di circa 100 milioni di telespettatori.
La gestione complessiva del megaevento fu al centro di aspre polemiche sulla salvaguardia della città lagunare.

## Storia

Il palco del concerto allestito nel bacino di San Marco

Dopo le tappe all'Arena di Verona, a Monza, a Livorno e a Cava dei Tirreni nel maggio 1989, l'impresario veneziano Francesco Tomasi propose ai Pink Floyd di chiudere il loro passaggio in Italia con un concerto gratuito nella sua città per il giorno 15 luglio 1989, giorno della festa del Redentore.
Inizialmente si pensò di allestire il palco, alto ventiquattro metri, sulla punta estrema dell'isola della Giudecca, ma poi per motivi di spazio fu deciso di impiegare alcune grandi zattere ormeggiate al centro del bacino di San Marco, di fronte al Palazzo Ducale.
La notizia dell'evento, circolata all'inizio di aprile, scatenò nei tre mesi successivi un aspro dibattito polemico, riguardante in particolare il decoro della città e il timore che l'eccessivo volume della musica potesse danneggiare il patrimonio artistico della stessa: la soprintendenza ai beni culturali pose quindi un limite di sessanta decibel per non danneggiare i mosaici bizantini della basilica di San Marco (sebbene durante il concerto vennero registrati picchi anche di novantadue decibel) e vietò l'installazione dei bagni chimici temporanei per motivi estetici.
Le polemiche coinvolsero anche il mondo politico dove, da un lato, vi erano sostenitori dell'iniziativa come il vicepresidente del consiglio Gianni De Michelis (che voleva candidare Venezia quale sede per l'Expo 2000) e l'assessore alla cultura del Comune di Venezia, Nereo Laroni, e da un altro i contrari come esponenti della Democrazia Cristiana. L'amministrazione comunale rimase a lungo indecisa ma alla fine il vicesindaco Cesare De Piccoli firmò l'ordinanza che autorizzava il concerto (il sindaco Antonio Casellati si era infatti rifiutato di farlo), appena un'ora prima dell'inizio dell'evento e per motivi di ordine pubblico, dal momento che la città era stata ormai invasa da un immenso pubblico giunto fin dalla sera precedente grazie a treni speciali e voli charter provenienti da tutta Europa.

Vista dall'alto

Il costo dell'evento fu finanziato per un miliardo di lire dalla Rai, che trasmise il concerto in mondovisione, incluse l'Unione Sovietica (in differita) e contemporaneamente nelle due Germanie; il resto delle spese (alcune centinaia di milioni di lire) furono coperte dai Pink Floyd stessi. Si stima che a livello mondiale il concerto sia stato seguito da 100 milioni di spettatori, di cui 27 milioni negli Stati Uniti (dove l'evento fu trasmesso via cavo al prezzo di dieci dollari). In Italia il concerto fu visto da oltre 3,5 milioni di spettatori, con un indice d'ascolto del 30%.
Per motivi tecnici, dovuti alle esigenze televisive della diretta, alla disponibilità dei satelliti per la mondovisione e alla pubblicità, il concerto fu limitato a soli novanta minuti, con alcune canzoni tagliate o eliminate del tutto rispetto alla scaletta originale (furono suonate infatti solo quattordici canzoni anziché le ventitré previste nel tour).
(David Gilmour)
La chiusura del concerto fu segnata dal tradizionale grande spettacolo pirotecnico che caratterizza la festa del Redentore e proprio questo fece registrare un'intensità di centosette decibel, superiore ai limiti concessi.

## Formazione

Vista dall'alto

- David Gilmour – voce principale, chitarra
- Nick Mason – batteria, percussioni
- Richard Wright – tastiere, voce

Altri musicisti
- Jon Carin – tastiere, effetti sonori, voci
- Tim Renwick – chitarre, corista
- Guy Pratt – basso, voci
- Scott Page – sassofono, chitarre aggiuntive
- Gary Wallis – percussioni, tastiere, voci
- Rachel Fury - corista
- Durga McBroom – corista
- Lorelei McBroom – corista

## Scaletta

Vista dall'alto

1. Shine On You Crazy Diamond (Part I)
2. Learning to Fly
3. Yet Another Movie
4. Round and Around
5. Sorrow - versione ridotta
6. The Dogs of War
7. On the Turning Away
8. Time
9. The Great Gig in the Sky
10. Wish You Were Here
11. Money - versione ridotta
12. Another Brick in the Wall (Part 2)
13. Comfortably Numb
14. Run Like Hell

## Filmografia
- Pink Floyd – Live In Venice, 	Pink Floyd Records/Sony Music Entertainment

## Nella cultura di massa
- Il gruppo reggae veneziano dei Pitura Freska ha dedicato al concerto la canzone Pin Floi, quarto brano dell'album 'Na bruta banda del 1991. La canzone, divenuta una pietra miliare della canzone dialettale veneziana,[11] racconta l'esperienza diretta del cantante Sir Oliver Skardy che non riuscì a raggiungere l'area del concerto a causa della grande confusione e dello sciopero dei trasporti pubblici locali indetto proprio il giorno del concerto.[12]

- Nel 2014 è stata allestita all'interno dell'ex chiesa di Santa Marta nel porto di Venezia la mostra The Night of Wonders. Venezia 15 luglio 1989-2014 (letteralmente La notte delle meraviglie) per celebrare il 25º anniversario del concerto.[13]

## Controversie

Gli spettatori del concerto lasciarono 300 tonnellate di spazzatura, che venne lasciata a terra per due giorni.

Dopo il concerto le polemiche aumentarono anche per la grande quantità di spazzatura (circa trecento tonnellate di rifiuti e cinquecento metri cubi di lattine e bottiglie vuote) lasciata a terra dal pubblico: la locale azienda municipalizzata per l'igiene urbana (AMIU) decise peraltro di iniziare la raccolta dei rifiuti solo due giorni dopo, il pomeriggio del lunedì seguente, mentre in seguito dovette intervenire in supporto anche l'Esercito italiano.
Altra polemica riguardò i presunti vandalismi avvenuti in giro per la città, ma l'unico danno registrato fu una scritta col pennarello su una colonna del Palazzo Ducale (risarcita dall'organizzazione per un ammontare equivalente a qualche centinaio di euro), oltre allo sfondamento di una vetrina di un bar in segno di protesta per l'eccessivo rialzo dei prezzi del cibo (l'acqua in bottiglia era stata messa in vendita a diecimila lire).
A causa delle incessanti polemiche, che sfociarono anche in interpellanze parlamentari, la giunta comunale rosso-verde fu costretta a rassegnare le proprie dimissioni il 24 luglio, anche se poco dopo il consiglio comunale rielesse una nuova giunta in larga parte identica alla precedente e ridenominata dalla stampa locale come "giunta fotocopia".